# St.-Anna-Grundschule (München)

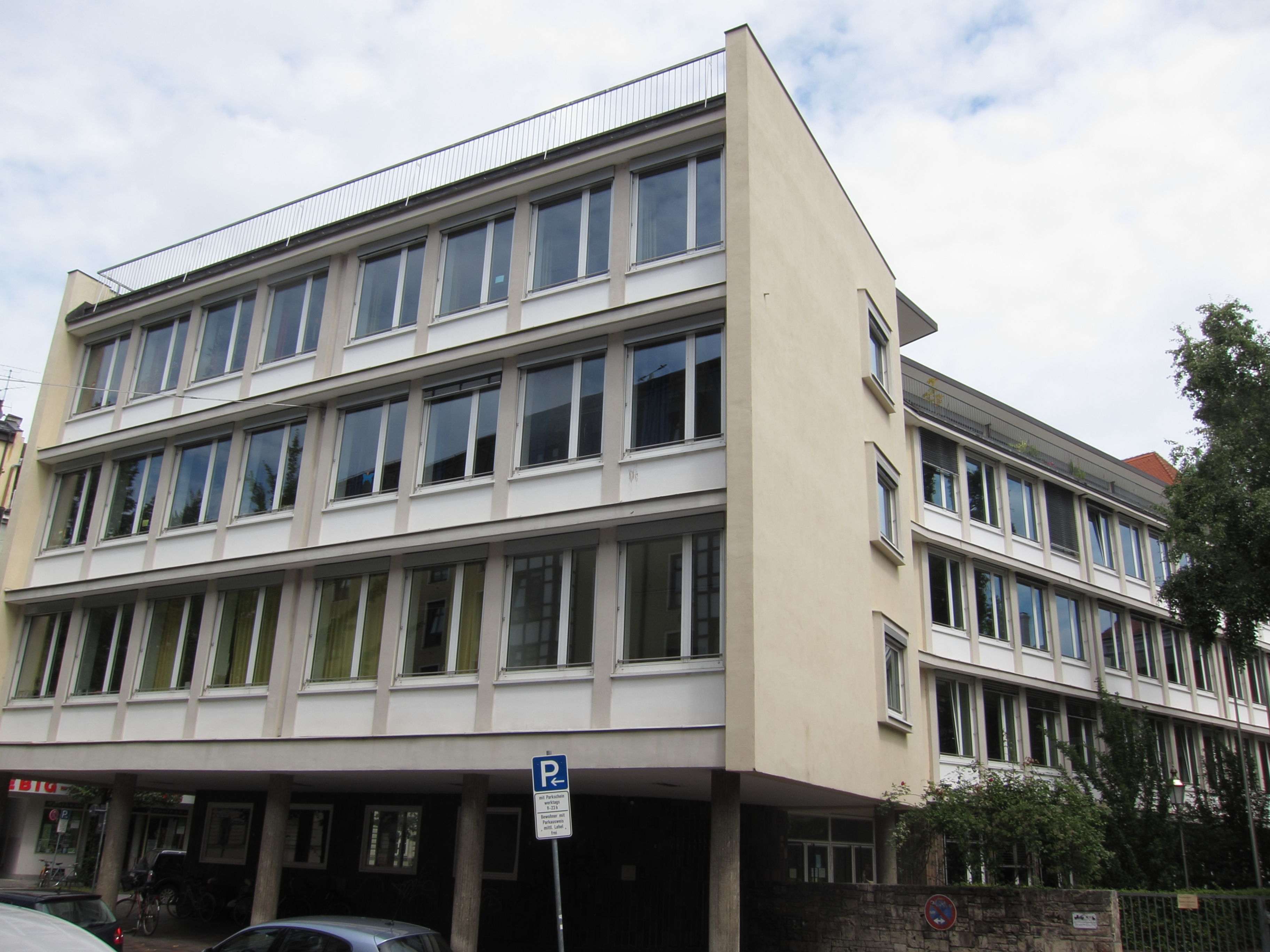
St.-Anna-Grundschule, geständerter Kopfbau an der St.-Anna-Straße

Die St.-Anna-Grundschule ist ein Schulgebäude in München. Es ist als Baudenkmal in die Bayerische Denkmalliste eingetragen.

## Lage
Die Schule liegt im Münchner Stadtteil Lehel an der Ecke Liebigstraße/St.-Anna-Straße. An der Liebigstraße schließt das Gebäude westlich an den Nordflügel des St.-Anna-Gymnasiums an, südlich des Gebäudes liegt der Pausenhof zwischen dem Schulgebäude und der Pfarrkirche St. Anna im Lehel.

## Gebäude
Das erste Schulgebäude an dieser Stelle entstand 1840/41 nach Plänen von Karl Muffat im Rundbogenstil. 1875/76 wurde es aufgestockt und am 27. November 1944 bei einem Bombenangriff zerstört.
Das jetzige Schulgebäude wurde 1953–55 nach Plänen von Helmut von Werz und Johann-Christoph Ottow errichtet. Es besteht aus zwei Gebäudeteilen mit Flachdach. An der Liebigstraße liegt ein leicht konvex gebogener fünfgeschossiger Längsbau, dem an der Ecke zur St.-Anna-Straße ein um ein Stockwerk niedrigerer aufgeständerter Kopfbau angeschlossen ist.